# Lancetes borellii
Lancetes borellii är en skalbaggsart som beskrevs av Griffini 1895. Lancetes borellii ingår i släktet Lancetes och familjen dykare. Inga underarter finns listade i Catalogue of Life.